# Трое мужчин и маленькая леди
«Трое мужчин и маленькая леди» — кинофильм. Это продолжение фильма 1987 года «Трое мужчин и ребёнок» (3 Men and a Baby).

## Сюжет
После событий предыдущего фильма прошло пять лет. Мэри и её мама Сильвия продолжают жить в нью-йоркской квартире, в компании трёх друзей холостяков Питера, Майкла и Джека. Друзья души не чают в ребёнке. Сильвия и Питер испытывают чувства друг к другу, но не решаются признаться в них. Сильвия делает актерскую карьеру и знакомится с известным режиссёром Эдвардом Харгрейвом. Обеспокоенная своей неустроенной личной жизнью, тем, что Питер не проявляет инициативу, она, несколько поспешно, принимает предложение о браке со стороны Эдварда.
Молодым придётся переехать в Англию. Мэри очень переживает, но вынуждена следовать за своей матерью, которая тоже не слишком счастлива. Друзья поначалу радуются, что могут вернуться к разбитной холостяцкой жизни, но быстро понимают, как сильно им не хватает Сильвии и Мэри. Питер и Майкл вылетают в Англию и приезжают в роскошное старинное поместье Харгрейвов, в канун свадьбы. Питер узнаёт, что Эдвард собирается сдать Мэри в интернат, известный своими суровыми порядками. Эдвард не предупредил об этом Сильвию и хотел поставить её перед фактом, чтобы ребенок не мешал ему в свадебном путешествии. Питер собирается духом и решает признаться Сильвии, что любит её. За минуты до начала церемонии, Питер находит доказательства лжи Эдварда и, с опасными для жизни приключениями, доставляет их в церковь. Его друзья как могут затягивают начало церемонии и он успевает вовремя. Сильвия, узнав правду, отказывает Эдварду и после соглашается выйти замуж за Питера. Все заканчивается счастливо.

## В ролях
- Том Селлек — Питер Митчелл
- Стив Гуттенберг — Майкл Келлам
- Тед Дэнсон — Джек Холден
- Нэнси Трэвис — Сильвия Беннингтон
- Кристофер Кейзнов — Эдуард Харгрейв
- Фиона Шоу — мисс Ломакс
- Робин Уайзман — Мэри Беннингтон
- Джон Босуолл — Бэрроу
- Шейла Хэнкок — Вера Беннингтон